# Walk of Fame di Montecatini Terme

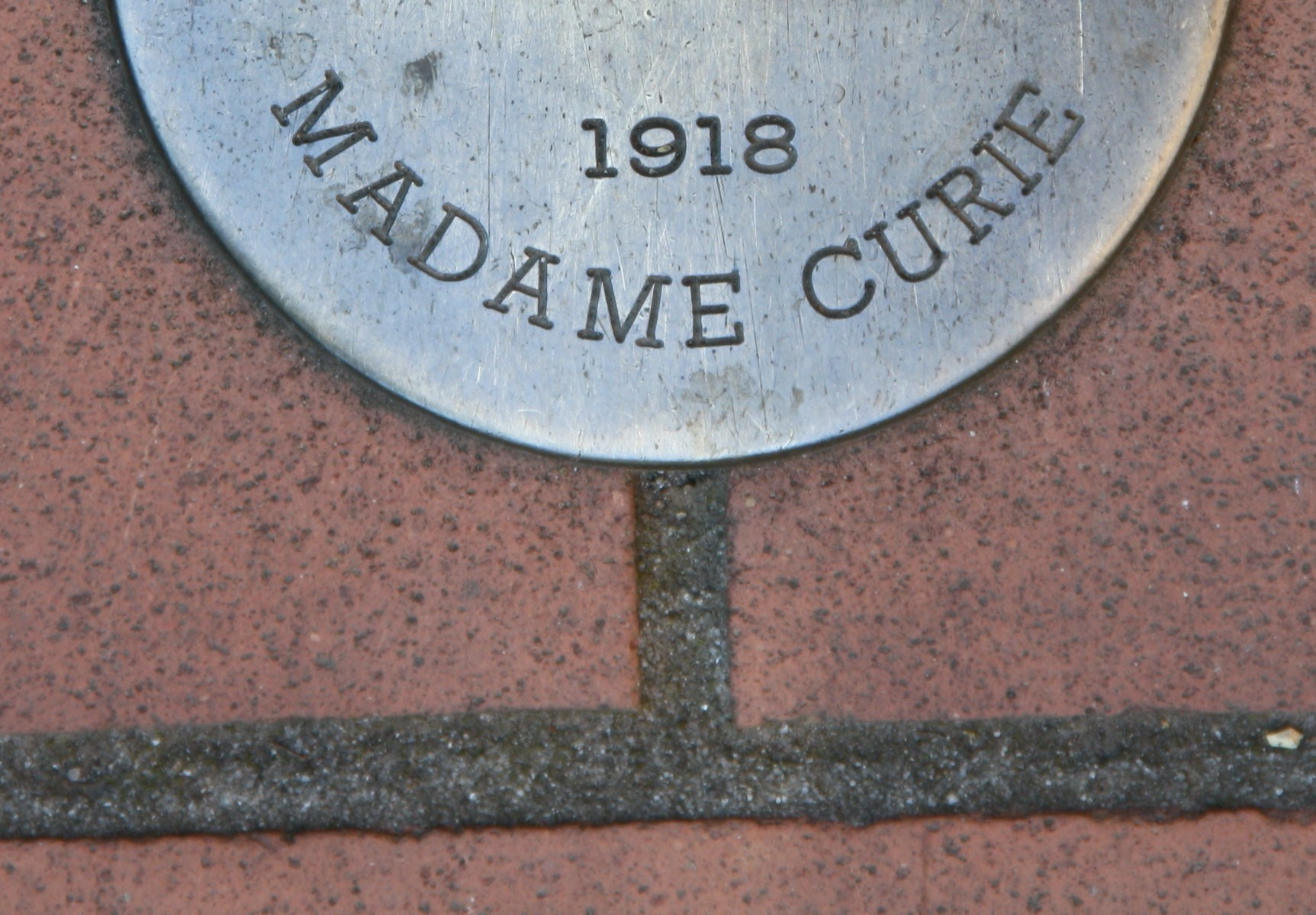
Placca dedicata a Marie Curie

La Walk of Fame di Montecatini Terme, chiamata anche "Passi di Gloria", è un'installazione permanente inaugurata nel 2011 che si richiama alla Walk of Fame di Hollywood, composta da oltre 200 piccole borchie in bronzo di forma circolare su ognuna delle quali sono incisi il nome di una delle numerose celebrità che dai primi del '900 in poi hanno soggiornato in città, anche per beneficiare delle note proprietà terapeutiche delle sue diverse acque termali, e l'anno della prima visita effettuata da ciascuna di tali grandi personalità.
La lunga serie di borchie è incastonata lungo i due marciapiedi che delimitano viale Giuseppe Verdi, che da Piazza del Popolo giunge fino alle storiche Terme Tettuccio, lungo cui si erge anche il Palazzo Comunale. Da allora l'amministrazione cittadina provvede periodicamente all'aggiunta di eventuali nuove placche.

## Elenco delle personalità
in ordine alfabetico, tra parentesi l'anno della prima visita:
1. IV Aga Khan (1951)
2. Aldo Giovanni e Giacomo (2012)
3. Anouk Aimée (1963)
4. Sibilla Aleramo (1933)
5. Lydia Alfonsi (2012)
6. Woody Allen (2010)
7. Pietro Annigoni (1960)
8. Jacques Anquetil (1968)
9. Michelangelo Antonioni (1998)
10. Pupi Avati (1996)
11. Charles Aznavour (1977)
12. Nidaa Badwan (2015)
13. Chet Baker (1980)
14. Italo Balbo (1934)
15. Franco Ballerini (2006)
16. Gino Bartali (1948)
17. Pippo Baudo (1966)
18. Enzo Bearzot (1982)
19. Roberto Benigni (1977)
20. Ingrid Bergman (1975)
21. Luciano Berio (1980)
22. Paolo Bettini (2006)
23. Enzo Biagi (1995)
24. Andrea Bocelli (2003)
25. Arrigo Boito (1884)
26. Mauro Bolognini (1958)
27. Mike Bongiorno (1955)
28. Raoul Bova (1995)
29. Charles Boyer (1960)
30. Bruno Bozzetto (1999)
31. Gino Bramieri (1972)
32. Rossano Brazzi (1962)
33. Kobe Bryant (1993)
34. Fred Buscaglione (1955)
35. Truman Capote (1955)
36. Claudia Cardinale (1963)
37. Raffaella Carrà (1969)
38. Enrico Caruso (1908)
39. Lina Cavalieri (1917)
40. Adriano Celentano (1965)
41. Adolfo Celi (1982)
42. Paul Cézanne (1938)
43. Claude Chabrol (1958)
44. Coco Chanel (1958)
45. Ray Charles (1983)
46. Maurice Chevalier (1955)
47. Piero Chiara (1981)
48. Walter Chiari (1973)
49. Galileo Chini (1917)
50. Clementine Churchill (1952)
51. Mario Cipollini (2003)
52. Paolo Conte (2002)
53. Gary Cooper (1956)
54. Fausto Coppi (1950)
55. Corrado (1964)
56. Kevin Costner (2004)
57. Xavier Cugat (1964)
58. Madame Curie Sklodowska (1918)
59. Serena Dandini (1996)
60. Carlo Dapporto (1965)
61. Giorgio De Chirico (1955)
62. Olivia De Havilland (1955)
63. Mario Del Monaco (1974)
64. Robert De Niro (2003)
65. Francesco De Pinedo (1926)
66. Vittorio De Sica (1937)
67. Silvio D'Amico (1933)
68. Gabriele D'Annunzio (1906)
69. Massimo d'Azeglio (1858)
70. Farah Diba (1964)
71. Joe Di Maggio (1957)
72. Christian Dior (1957)
73. Duchi Edoardo e Wallis  di Windsor (1947)
74. Aldo Fabrizi (1958)
75. Douglas Fairbanks (1926)
76. Rose Fitzgerald Kennedy (1961)
77. Giovacchino Forzano (1911)
78. Carla Fracci (1980)
79. Fabrizio Frizzi (2011)
80. Giorgio Gaber (1972)
81. Clark Gable (1948)
82. Vittorio Gassman (1957)
83. Beniamino Gigli (1901)
84. Felice Gimondi (1963)
85. Umberto Giordano (1932)
86. Giuseppe Giusti (1835)
87. Paulette Goddard (1954)
88. Granduca Leopoldo Di Toscana (1782)
89. Granduchessa Carlotta Di Lussemburgo (1960)
90. Rutger Hauer (2004)
91. David Helfgott (2004)
92. Audrey Hepburn (1954)
93. Katharine Hepburn (1954)
94. William Holden (1958)
95. Mick Hucknall (1997)
96. Julio Iglesias (1983)
97. Grace Kelly (1957)
98. Deborah Kerr (1961)
99. Henry Kissinger (1985)
100. Alice ed Ellen Kessler (1964)
101. Ferenc Körmendi (1936)
102. Sylva Koscina (1987)
103. Burt Lancaster (1945)
104. Abbe Lane (1964)
105. Ruggero Leoncavallo (1913)
106. Rita Levi Montalcini (1993)
107. Marcello Lippi (2006)
108. Carlo Lizzani (1999)
109. Gina Lollobrigida (1999)
110. Anita Loos (1952)
111. Sophia Loren (1955)
112. Sirio Maccioni (1932)
113. René Magritte (1967)
114. Nino Manfredi (1957)
115. Silvana Mangano (1964)
116. Guglielmo Marconi (1906)
117. Amos Mariani (1931)
118. Filippo Tommaso Marinetti (1933)
119. Alfredo Martini (1939)
120. Pietro Mascagni (1928)
121. Giulietta Masina (1991)
122. Marcello Mastroianni (1963)
123. Eddy Merckx (1968)
124. Zubin Mehta (2003)
125. Nikita Mikhalkov (1987)
126. Milva (1965)
127. Mina (1966)
128. Enzo E Patrizia Mirigliani (2011)
129. Domenico Modugno (1965)
130. Mario Monicelli (1982)
131. Indro Montanelli (1994)
132. Enrico Montesano (2002)
133. Henry Moore (1976)
134. Alberto Moravia (1973)
135. Gastone Moschin (1982)
136. Francesco Moser (1971)
137. Philippe Noiret (1982)
138. Alighiero Noschese (1965)
139. Wanda Osiris (1950)
140. Giorgio Panariello (1994)
141. Adriano Panatta (1973)
142. Germana Paolieri (1932)
143. Pier Paolo Pasolini (1973)
144. Laura Pausini (2004)
145. Luciano Pavarotti (2001)
146. Pelé (1994)
147. Ettore Petrolini (1913)
148. Mary Pickford (1926)
149. Luigi Pirandello (1933)
150. Nilla Pizzi (1964)
151. Carla Porta Musa (1945)
152. Antonio Possenti (2012)
153. Patty Pravo (1971)
154. Presidente Carlo Azeglio Ciampi (2002)
155. Presidente Francesco Cossiga (1984)
156. Presidente Da Silva Pessoa Del Brasile (1920)
157. Presidente Enrico De Nicola (1962)
158. Presidente Giovanni Gronchi (1910)
159. Presidente Giovanni Leone (1976)
160. Presidente Sandro Pertini (1972)
161. Presidente Oscar Luigi Scalfaro (1995)
162. Presidente Antonio Segni (1904)
163. Principe Ranieri Di Monaco (1957)
164. Gigi Proietti (2002)
165. Emilio Pucci (1954)
166. Giacomo Puccini (1904)
167. Quartetto Cetra (1965)
168. Anthony Quinn (1981)
169. Massimo Ranieri (1974)
170. Renato Rascel (1956)
171. Re Bahadn Rama del Nepal (1934)
172. Re Gustavo Di Danimarca (1959)
173. Re Ibn Saud d'Arabia (1962)
174. Re Idris Di Libia (1920)
175. Re Leopoldo III del Belgio (1954)
176. Re Umberto II (1933)
177. Re Vittorio Emanuele III (1910)
178. Regina Elena (1926)
179. Regina Ingrid Di Danimarca (1950)
180. Regina Luisa Di Svezia (1960)
181. Regina Margherita (1913)
182. Erich Maria Remarque (1954)
183. Roberto Rossellini (1975)
184. Gioachino Rossini (1852)
185. Arnold Schwarzenegger (2001)
186. Scià di Persia Reza Pahlavi (1964)
187. Mario Soldati (1961)
188. Alberto Sordi (1955)
189. Paolo Stoppa (1982)
190. Richard Strauss (1937)
191. Marco Tardelli (2012)
192. Luciano Tajoli (1964)
193. Ugo Tognazzi (1982)
194. Enzo Tortora (1965)
195. Arturo Toscanini (1907)
196. Totò (1956)
197. Spencer Tracy (1953)
198. Giovanni Trapattoni (2012)
199. Trilussa (1932)
200. Tina Turner (2004)
201. Uto Ughi (2008)
202. Ornella Vanoni (1970)
203. Giuseppe Verdi (1882)
204. Lorenzo Viani (1919)
205. Claudio Villa (1959)
206. Herbert Von Karajan (1966)
207. Orson Welles (1953)
208. Robbie Williams (2004)
209. Bruce Willis (2004)
210. Franco Zeffirelli (1955)
211. Renato Zero (1983)
212. Nina Zilli (2012)